# Беппаев, Суфиян Узеирович
Суфиян Узеирович Беппаев (карач.-балк. Беппаланы Узеирни жашы Суфиян; варианты имени — Супьян, Суфьян; 23 декабря 1937 — 25 февраля 2022) — советский и российский военачальник, генерал-лейтенант (1991), заместитель командующего Закавказским военным округом. Общественный деятель, председатель общественной организации балкарского народа «Алан».

## Биография
Родился 23 декабря 1937 года в селе Булунгу Чегемского района Кабардино-Балкарской АССР. По национальности — балкарец.
В 1944 году, вместе со всем народом, семья Беппаевых была депортирована в Среднюю Азию.
В 1960 году окончил Киевское Краснознамённое танковое училище имени М.В.Фрунзе.
В 1969 году окончил Военную академию бронетанковых войск.
В 1979 году окончил Военную академию Генерального штаба.
16 декабря 1982 года присвоено воинское звание генерал-майор. Командовал 25-й танковой дивизией в составе Группы советских войск в Германии.
С марта 1989 по октябрь 1991 года командовал 7-й танковой армией в составе Белорусского военного округа.
24 октября 1991 года присвоено воинское звание генерал-лейтенант.
После октября 1991 года был назначен на должность заместителя командующего Закавказским военным округом. По его собственным словам его на эту должность назначили в 1990 году. Во время нахождения Беппаева на должности заместителя командующего округом, с его именем связывали многочисленные факты передачи вооружения конфликтующим сторонам в ходе грузино-абхазской войны и в ходе Первой карабахской войны. Очевидцы утверждали о тесных связях Беппаева с Министром обороны Грузии Тенгизом Китовани. По признанию самого Беппаева, в ходе его участия в разрешении карабахского конфликта, армянская сторона обвиняла его в помощи азербайджанцам.
Указом Президента Российской Федерации № 1184 от 29 июля 1993 года генерал-лейтенант Беппаев уволен с военной службы.
По некоторым данным после ухода с военной службы Беппаев занимал должность военного комиссара Республики Дагестан.
В 1993 году был введен в состав Национального совета балкарского народа и занял должность его председателя.
В 1994 году, в ходе начавшегося вооружённого конфликта в Чеченской республике были опубликованы перехваты его длительных переговоров с лидером ЧРИ Джохаром Дудаевым, в которых обсуждалось вооружённое сопротивление чеченских отрядов российским войскам.
В Кабардино-Балкарии возглавляемая им организация требовала от руководства республики усиления балкарского представительства в органах власти КБР, угрожая в противном случае разделением республики на две части, что вызывало напряжённость в общественно-политической ситуации в регионе ввиду неопределенности границы размежевания Кабарды и Балкарии, и отсутствия законодательной базы для подобного разделения.
В ноябре 1996 года, после шестого этапа Первого съезда балкарского народа Беппаев покинул пост председателя совета, а также пост председателя сформированного на съезде Государственного совета Балкарии.
В 1997 году создал организацию «Голос Балкарии». В этом же году получил пост ответственного секретаря Комиссии по правам человека и реабилитации жертв политических репрессий при президенте Кабардино-Балкарии. Должность позже была переименована и называлась ответственный секретарь Комиссии по содействию и развитию институтов гражданского общества и правам человека.
В мае 2002 года возглавляемая им организация «Голос Балкарии» была переименована в Республиканскую общественную организацию балкарского народа «Алан». На должность председателя центрального совета организации был избран Беппаев.
В 2003 году был избран председателем объединённой карачаево-балкаро-осетинской организации «Алан». Полномочия были продлены 22 апреля 2007 года на втором съезде в Черкесске.
3 апреля 2006 года в Нальчике неизвестными лицами на Беппаева было совершено покушение — получил огнестрельное ранение в ногу. Покушение не раскрыто.
Являлся членом общественного совета при Министерстве внутренних дел Кабардино-Балкарской Республики.
Суфиян Беппаев скончался 25 февраля 2022 года.

## Награды
Суфьян Беппаев был награждён 28 правительственными наградами, в том числе 9 наград от зарубежных государств.